# Bernd Buchholz

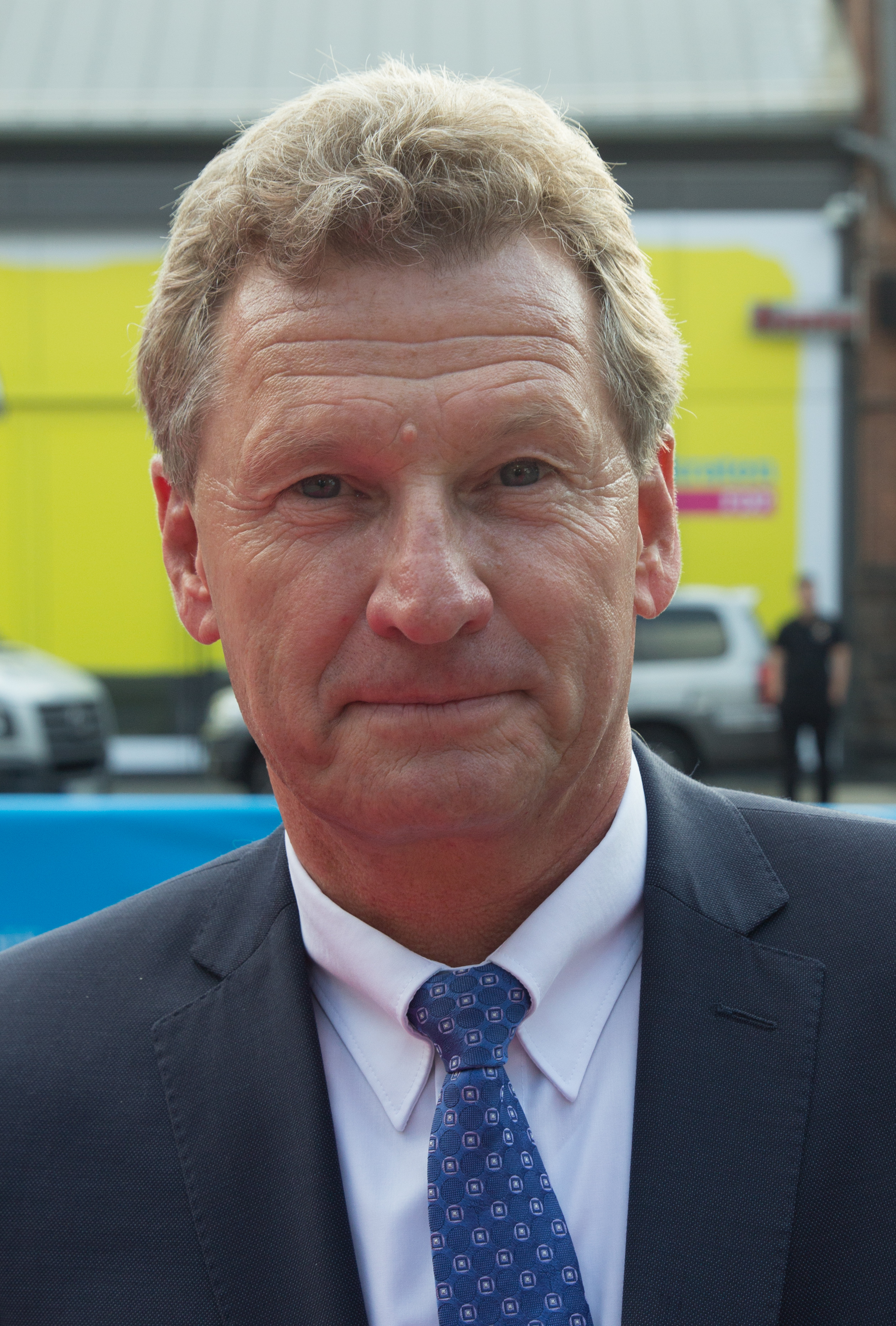
Bernd Klaus Buchholz (2018)

Bernd Klaus Buchholz (* 2. November 1961 in West-Berlin) ist ein deutscher Jurist und Politiker (FDP). Von 2017 bis 2022 war er Minister für Wirtschaft, Verkehr, Arbeit, Technologie und Tourismus des Landes Schleswig-Holstein im Kabinett Günther I. Zuvor war er von 2009 bis 2012 Vorstandsvorsitzender der Gruner + Jahr AG & Co KG.

## Ausbildung
Nach dem Abitur 1980 am Berliner Paul-Natorp-Gymnasium studierte Buchholz an der Freien Universität Berlin, der Friedrich-Alexander-Universität Erlangen-Nürnberg und der Christian-Albrechts-Universität zu Kiel Rechtswissenschaften und Volkswirtschaftslehre. Nach dem ersten juristischen Staatsexamen 1986 war er als wissenschaftlicher Mitarbeiter am Institut für Umweltschutz-, Wirtschafts- und Steuerstrafrecht der Christian-Albrechts-Universität zu Kiel tätig. Mit der Arbeit Der Betroffene im parlamentarischen Untersuchungsausschuss wurde er ebendort 1990 zum Doktor der Rechte promoviert. 1992 legte er das zweite juristische Staatsexamen ab.

## Berufliche Karriere
Ab 1996 arbeitete Buchholz zunächst als Vorstandsassistent bei Gruner + Jahr in Hamburg. 1998/99 agierte er als Verlagsleiter der Hamburger Morgenpost, die damals zum Verlag gehörte. Anschließend war er kurzzeitig Verlagsleiter des STERN, bevor er Mitte 2000 Verlagsgeschäftsführer der Stern/GEO-Gruppe wurde. Im Januar 2004 erhielt er die Berufung zum Vorstandsmitglied für das gesamte Zeitschriftengeschäft und Leiter von Gruner + Jahr Deutschland.
Am 6. Januar 2009 übernahm Buchholz die unmittelbare Nachfolge des ausgeschiedenen Vorstandsvorsitzenden der Gruner + Jahr AG & Co KG, Bernd Kundrun. Diese Position hatte er rund dreieinhalb Jahre inne, ehe er sein Amt im August 2012 niederlegte. Zeitgleich dazu gehörte Buchholz dem Vorstand der Bertelsmann AG an.
Am 24. August 2012 berichtete das Manager Magazin darüber, dass Bertelsmann Gruner & Jahr komplett übernehmen wollte und dazu die Sperrminorität der Familie Jahr von 25,1 % in Bertelsmann-Anteile umwandeln wollte. Buchholz schied daraufhin Mitte September 2012 mit einer Abfindung von fünf Millionen Euro aus dem Unternehmen. Seine Nachfolgerin wurde Julia Jäkel.
Seit Juni 2014 war Buchholz „of counsel“ für das Hamburger Büro der Anwaltskanzlei CausaConcilio tätig. Bis zu seiner Berufung als Landesminister beriet er dort Führungspersonen von Unternehmen vor allem bei Compliance-Angelegenheiten.

## Politisches Engagement

### Partei
Buchholz ist seit 1981 Mitglied der FDP. Von 1987 bis 1990 war er Landesvorsitzender der Jungen Liberalen in Schleswig-Holstein. Von 1989 bis 2007 war er Mitglied des FDP-Landesvorstandes. Seit 2013 ist Buchholz als Stellvertretender Vorsitzender wieder Mitglied des FDP-Landesvorstandes.

### Landespolitik
Dem Schleswig-Holsteinischen Landtag gehörte Buchholz von 1992 bis 1996 an. Er fungierte als innen- und rechtspolitischer Sprecher und war stellvertretender Vorsitzender im Kieler Untersuchungsausschuss der Barschel-Affäre. Ab dem 17. August 1993 fungierte er zudem als Parlamentarischer Geschäftsführer der FDP-Landtagsfraktion.
Im Nachgang der Landtagswahl in Schleswig-Holstein 2017 bildeten CDU, FDP und Grüne eine Jamaika-Koalition. Im Zuge dessen wurde Buchholz am 28. Juni 2017 zum Wirtschaftsminister des Landes Schleswig-Holstein berufen. Als solcher gehörte er seitdem dem Kabinett Günther I an. Nach der Bildung des Kabinetts Günther II schied er am 29. Juni 2022 wieder aus diesem Amt aus.
Bei der Landesvertreterversammlung der FDP-Schleswig-Holstein wurde Buchholz auf Listenplatz 1 der Landesliste der FDP zur Landtagswahl 2022 gewählt. Auf ihn entfielen 88,9 % der Stimmen. Somit war er Spitzenkandidat seiner Partei für diese Wahl und zog aufgrund des FDP-Wahlergebnisses von 6,4 % der Stimmen nach einer Unterbrechung von 26 Jahren wieder in den Landtag ein. Er hatte zudem auch im Landtagswahlkreis Stormarn-Mitte kandidiert, wo er 8,9 % der Erststimmen erhielt.

### Bundespolitik
Bei der Bundestagswahl 2013 kandidierte Buchholz auf Platz 2 der FDP-Landesliste in Schleswig-Holstein, scheiterte mit seiner Partei jedoch an der Fünf-Prozent-Hürde. Zur Bundestagswahl 2017 wurde er von seiner Partei erneut auf Platz 2 der FDP-Landesliste in Schleswig-Holstein gesetzt. Nach der Wahl verzichtete er jedoch auf sein Bundestagsmandat, da er bereits zum schleswig-holsteinischen Wirtschaftsminister ernannt worden war. Für ihn rückte Gyde Jensen nach.
Buchholz wurde von der FDP-Fraktion im Landtag von Schleswig-Holstein als Delegierter zur 17. Bundesversammlung entsandt.

## Privates
Buchholz ist verheiratet und hat zwei Kinder. Er ist evangelischen Bekenntnisses.